# 七门郡
七门郡，南北朝后期设在今重庆市的郡。
北周闵帝元年（557年），设置七门郡，一说西魏时置，治所在江阳县（今重庆市巴南区西南），地属楚州（巴州）。辖境相当现在的巴南区和江津区等地。隋文帝开皇三年（583年）废七门郡，七门郡江阳县归属渝州。